# 1234.
◄ | 12. stoljeće | 13. stoljeće | 14. stoljeće | ►
◄ | 1200-ih | 1210-ih | 1220-ih | 1230-ih | 1240-ih | 1250-ih | 1260-ih | ►
◄◄ | ◄ | 1231. | 1232. | 1233. | 1234. | 1235. | 1236. | 1237. | ► | ►►
Arhitektura • Astronomija • Glazba • Knjige • Književnost • Kršćanstvo • Medicina • Pravo • Promet • Znanost

## Događaji
- Počeo križarski pohod na Bosnu radi iskorjenjivanja Crkve bosanske, trajao do 1237. godine. Organizirali su ga ban Koloman i nadbiskup kaločki Ugrin.
- Koncil u Arlesu osudio albigensku herezu.
- Ujedinjene snage Mongola i dinastije Song napadom osvojile zemlju Džurdža.
- Papa Grgur IX. izdao je prvu službenu zbirku kanona nazvanu Liber extra.
- Teobald IV. Navarski postao navarskim vladarom.

## Smrti
- Ivan Drašković (r. nepoznato), hrvatski vojni zapovjednik u križarskom ratu
- Knut II. Švedski (r.  nepoznato), kralj Švedske

## Vanjske poveznice
|  | Zajednički poslužitelj ima još gradiva o temi 1234. |